# Fiat 514
Fiat 514 — легковой автомобиль, выпускавшийся компанией Fiat с 1929 по 1932 год.
Всего произведено 36 970 автомобилей.

## Модели
| Модель | Годы производства | Двигатель                                              | Объем    | Мощность | Топливная система |
| ------ | ----------------- | ------------------------------------------------------ | -------- | -------- | ----------------- |
| 514    | 1929—1932         | рядный, 4-цилиндровый с боковым расположением клапанов | 1438 см³ | 28 л. с. | один карбюратор   |
| 514 S  | 1921—1926         | рядный, 4-цилиндровый с боковым расположением клапанов | 1438 см³ | 35 л. с. | один карбюратор   |
| 514 MM | 1921—1926         | рядный, 4-цилиндровый с боковым расположением клапанов | 1438 см³ | 37 л. с. | один карбюратор   |

- Fiat 514 MM 1930
- Fiat 514 S 1929
- Fiat 514 Sedan 1929
- Fiat 514 Van LWB 1929
- Fiat 514 L